# ジョセフ・ジュリアン・ソリア
ジョセフ・ジュリアン・ソリア（Joseph Julian Soria, 1986年8月28日 - ）は、アメリカ合衆国ロサンゼルス出身の俳優である。

## 出演作品

### テレビ
- アーミー・ワイフ（ヘクター・クルス）
- ライ・トゥ・ミー　嘘の瞬間
- CSI:マイアミ
- デクスター 警察官は殺人鬼（カルロス・フエンテス）
- ボーンズ -骨は語る-
- ザ・プロテクター/狙われる証人たち
- クローザー
- NCIS 〜ネイビー犯罪捜査班
- ブラザーズ＆シスターズ
- ザ・シールド ルール無用の警察バッジ
- Gentified/ヘンテファイド Gentified (2020-)

### 映画
- アドレナリン:ハイ・ボルテージ（チコ）
- ロック・ミー・ハムレット!（オクタビオ）